# Керн (округ, Каліфорнія)
Шаблон:StateAbbr_ 35°20′ пн. ш. 118°43′ зх. д. / 35.34° пн. ш. 118.72° зх. д.
Округ Керн (англ. Kern County) — округ (графство) у штаті Каліфорнія, США. Ідентифікатор округу 06029.

## Історія
Округ утворений 1866 року.

## Демографія
За даними перепису
2000 року
загальне населення округу становило 661645 осіб, зокрема міського населення було 583841, а сільського — 77804.
Серед мешканців округу чоловіків було 339382, а жінок — 322263. В окрузі було 208652 домогосподарства, 156401 родин, які мешкали в 231564 будинках.
Середній розмір родини становив 3,5.
Віковий розподіл населення поданий у таблиці:
| Стать    | До 15 років | 15-21 | 22-29 | 30-39 | 40-49 | 50-65 | 65-85 | Понад 85 |
| -------- | ----------- | ----- | ----- | ----- | ----- | ----- | ----- | -------- |
| Чоловіки | 90617       | 39390 | 39877 | 53642 | 48507 | 40442 | 24776 | 2131     |
| Жінки    | 86293       | 35029 | 33536 | 46646 | 44656 | 40956 | 30821 | 4326     |

## Виноски
1. ↑  House Divided: The Civil War Research Engine at Dickinson College
2. ↑  U.S. Decennial Census. United States Census Bureau. Архів оригіналу за 26 квітня 2015. Процитовано 26 вересня 2015.
3. ↑  Historical Census Browser. University of Virginia Library. Архів оригіналу за 11 Серпня 2012. Процитовано 26 вересня 2015.
4. ↑  Forstall, Richard L., ред. (27 березня 1995). Population of Counties by Decennial Census: 1900 to 1990. United States Census Bureau. Архів оригіналу за 24 Вересня 2015. Процитовано 26 вересня 2015.
5. ↑  Census 2000 PHC-T-4. Ranking Tables for Counties: 1990 and 2000 (PDF). United States Census Bureau. 2 квітня 2001. Архів оригіналу (PDF) за 18 Грудня 2014. Процитовано 26 вересня 2015.
6. ↑  State & County QuickFacts. United States Census Bureau. Архів оригіналу за 3 липня 2011. Процитовано 4 квітня 2016.(англ.) Наведено за англійською вікіпедією.
7. ↑  American FactFinder. Бюро перепису населення США. Архів оригіналу за 29 липня 2011. Процитовано 31 січня 2008.

| США | Це незавершена стаття з географії США. Ви можете допомогти проєкту, виправивши або дописавши її. |